# Ali (film 1927)
Ali (Wings) è un film di guerra del 1927 diretto da William A. Wellman
È il primo film ad aver vinto l'Oscar al miglior film nel 1929. È inoltre l'unico film muto ad aver vinto questo premio, oltre che l'unico in assoluto a vincere l'Oscar ai migliori effetti tecnici.

## Trama
Nel 1917, in una piccola città di provincia americana, il giovane Jack Powell armeggia con la sua automobile ma, in realtà, sogna di poter un giorno volare. 

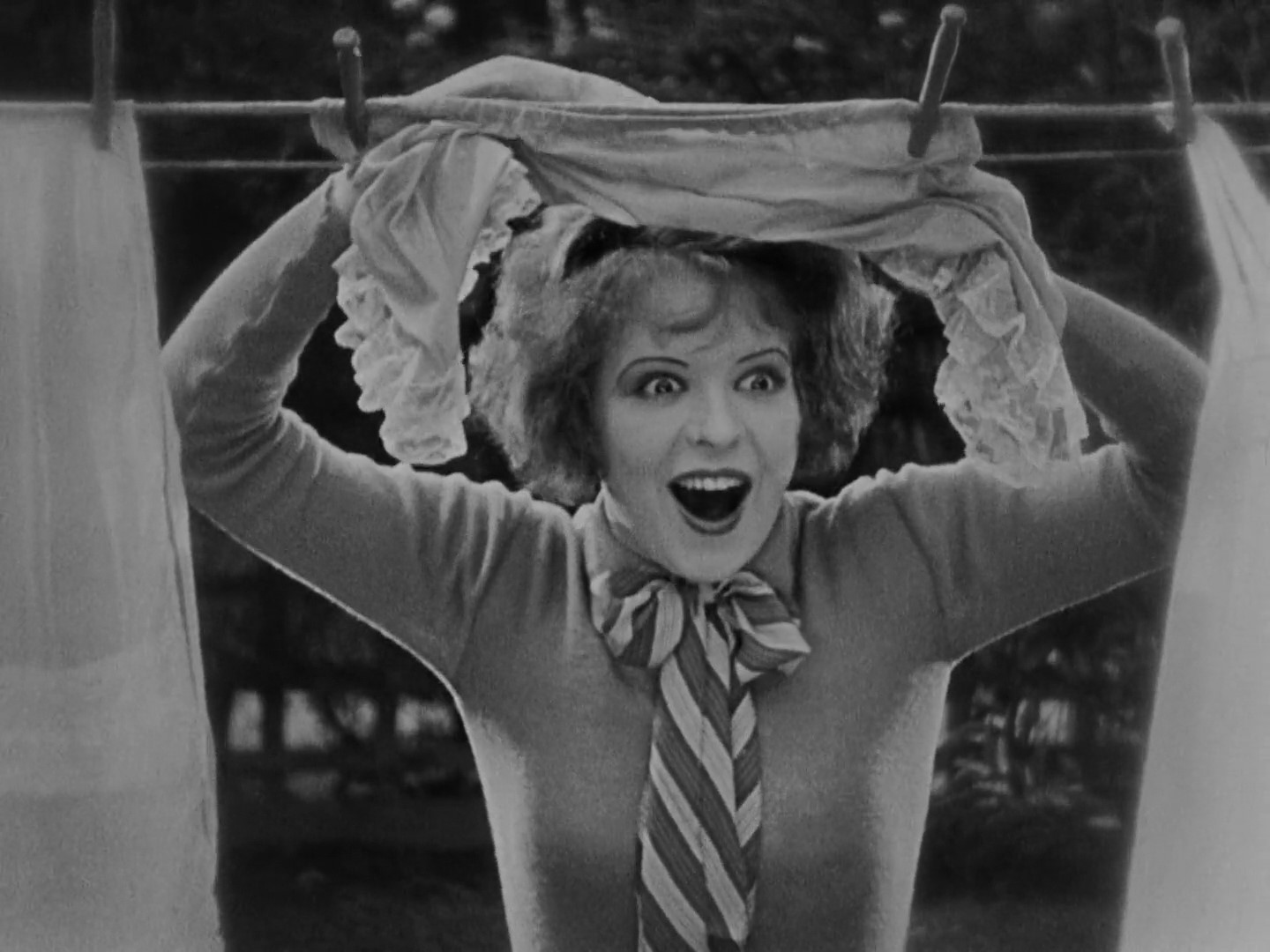
Mary Preston (Clara Bow)

Mary, la ragazza della porta accanto, è innamorata di lui ma Jack corteggia invece la bella Sylvia, una sofisticata signorina di città, che lui invita a salire in auto. Lei accetta, anche se il suo cuore batte per David, il rampollo di una ricca famiglia locale. Quando scoppia la guerra, sia Jack che David partono arruolati: Sylvia mette una sua foto in un medaglione che vorrebbe dare a David ma Jack crede che sia per lui e lei non ha il coraggio di dirgli la verità. David ci resta male, ma lei lo rassicura: anche se ha dato il medaglione a Jack, il suo cuore appartiene a lui. Al momento della partenza, Jack quasi si scorda di salutare Mary, ma poi torna indietro e le affida la sua auto, che lei aveva aiutato a decorare con una stella dipinta sulla portiera. David, invece, porta con sé, come portafortuna, un vecchio giocattolo, un orsacchiotto di peluche.
Al campo base, dove Jack e David si ritrovano per il corso di formazione, tra i due - che si sentono rivali - all'inizio non corre buon sangue. Poi, però, dopo un incontro di pugilato, i ragazzi diventano amici. Conoscono un altro giovane aviatore, molto esperto, il cadetto White che, vedendo l'orsetto di David, dichiara che molti aviatori si affidano a qualche portafortuna ma che "quando il tuo tempo arriva, non puoi far altro che accettarlo". White lascia i due nuovi amici per un'esercitazione, ma il suo aereo ha un incidente e lui resta ucciso.
In Francia, Jack dipinge il suo aereo con il disegno di una stella, come aveva già fatto con la sua automobile. 

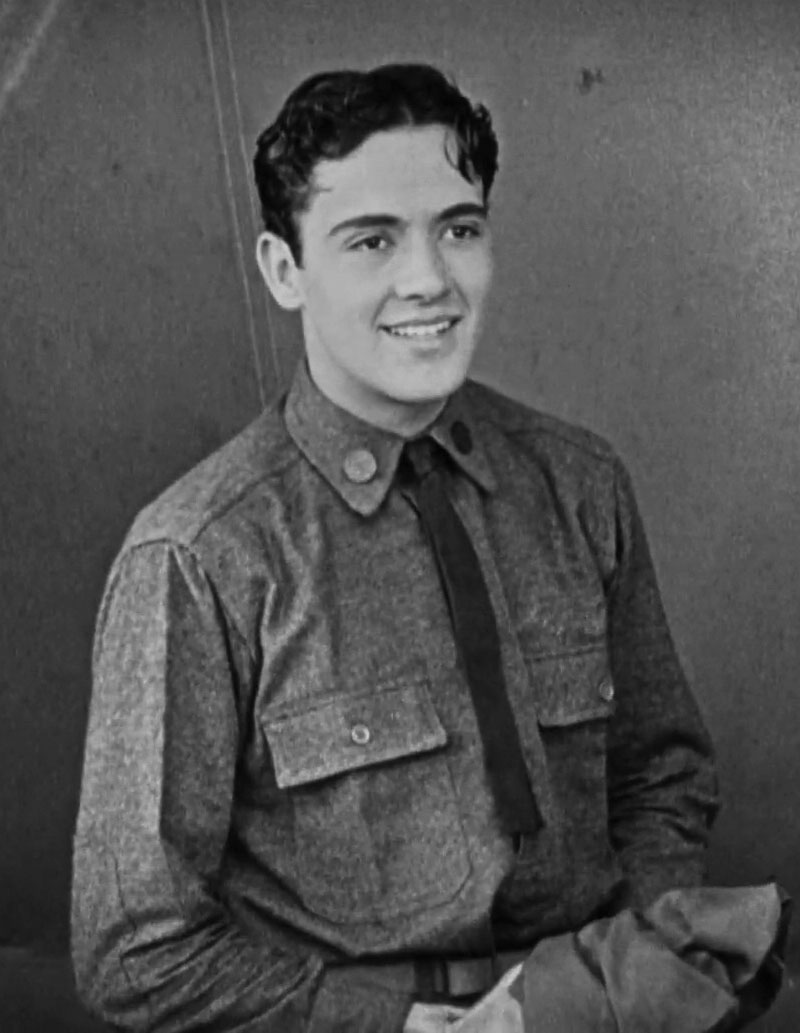
Jack Powell (Charles 'Buddy' Rogers)

Nel corso del loro primo combattimento aereo, si trovano a combattere con il capitano Kellermann, un famoso asso dell'aviazione tedesca che è alla testa della sua squadriglia denominata Flying Circus. Kellermann, cavallerescamente, risparmia la vita a David, al quale si è inceppata da mitragliatrice. Jack, che si è separato dalla sua formazione, è attaccato da due Fokker ma riesce ad atterrare in un campo, dove però, per salvarsi, è costretto ad abbandonare l'aereo. Nel frattempo, Mary - che ha imparato a guidare la Shooting Star, l'auto lasciatale da Jack - si è arruolata volontaria nei corpi motorizzati femminili e viene inviata anche lei in Francia dove guida le ambulanze. Il villaggio dove si trova viene attaccato da un Gotha, il più potente dei bombardieri tedeschi, ma in soccorso arrivano gli aviatori americani che abbattono il Gotha e due aerei di scorta. Mentre la squadriglia alleata vola via, Mary vede la stella su uno degli aerei e si rende conto che a bordo c'è Jack.
Festeggiati come eroi, agli aviatori viene concessa una licenza a Parigi. Jack, sconvolto dagli orrori della guerra, si dà alla pazza gioia e, alle Folies Bergère, Mary lo rintraccia completamente ubriaco. La ragazza vorrebbe dirgli che il congedo è stato soppresso e che lui deve presentarsi quanto prima al comando, in vista di un attacco generale. Ma Jack, che neanche la riconosce, vede solo una soldatessa che lo importuna e la manda via. La ragazza si rifugia nelle toilette delle signore, dove si sfoga piangendo. Un'assistente le consiglia di usare "lo zucchero" al posto dell'"aceto"... Lei, seguendo il suggerimento, si toglie gli abiti militari e indossa un seducente costume dello spettacolo: riesce così ad attirare l'attenzione di Jack che la segue in camera dove però si mette a dormire. Prima di potersi cambiare di nuovo, Mary è sorpresa dalla polizia militare che la prende per una prostituta. Arrestata, viene rimandata in patria con disonore mentre Jack, che non ricorda niente della notte di baldoria, ritorna alla sua unità.
Al campo, Jack legge sul giornale del rimpatrio di Mary e se ne meraviglia. Uno degli altri aviatori, il tenente Cameron, insinua che la ragazza si sia comportata in maniera licenziosa ma il suo commento suscita la reazione irata sia di Jack che di David. Quest'ultimo, vedendo il calore con il quale Jack difende Mary, spera che l'amico abbia dimenticato Sylvia. Ma Jack gli mostra il medaglione che lui crede destinato a lui: mentre lo apre, la foto della ragazza cade a terra e, nel retro, David legge la dedica che era stata indirizzata a lui e che Jack non ha mai letto. Per non ferirlo, non vuole fargliela vedere: la disputa tra i due amici viene interrotta dall'ordine che ricevono di salire immediatamente a bordo dei loro aerei. Nessuno dei due porta con sé il proprio portafortuna: né Jack, che non ha più il medaglione di Sylvia, né David, al quale cade di tasca il suo orsetto.

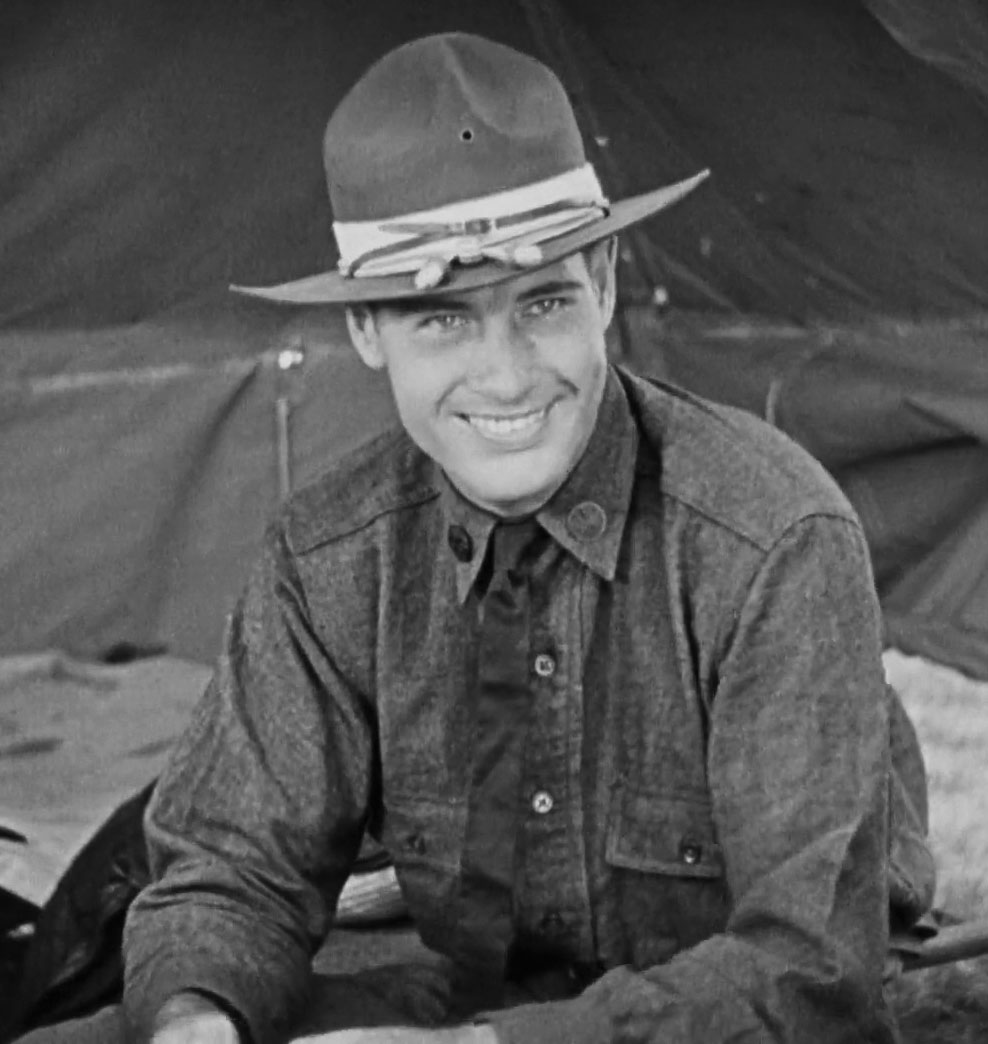
David Armstrong (Richard Arlen)

Il compito della squadriglia area è quello di proteggere i soldati a terra dagli attacchi nemici. Durante l'azione, David finisce oltre le linee nemiche, perdendo l'aereo. Riesce però ad eludere la cattura e, dopo una notte passata nascondendosi, all'alba riesce a rubare un Fokker da un campo d'aviazione con il quale vuole tornare alla base. Jack, credendo che l'amico sia morto, giura di vendicarlo. La mattina, impegnato con la squadriglia a difendere le truppe di soldati impegnati sul terreno, vede arrivare un Fokker nemico ma non si rende conto che a pilotarlo è David. Questi cerca di farsi riconoscere, ma senza risultato e, per sfuggire agli attacchi di Jack, il Fokker va a schiantarsi contro il muro di una chiesa. Finalmente Jack si rende conto di aver colpito l'amico: scende a terra e raccoglie le ultime parole di David che, prima di morire, lo perdona.
Il dolore e la vergogna per aver ucciso l'amico accompagnano Jack quando questi torna a casa, accolto come un eroe, con parate e festeggiamenti. Ora il suo dovere è quello di recarsi dai genitori dell'amico, per chiedere il loro perdono. A loro consegna la medaglia di David e il suo orsetto. La madre di David consola Jack, dicendogli che in realtà David é morto per colpa della guerra.
Più tardi, Mary viene a sedersi vicino a lui in macchina e i due parlano per ore. Scende la sera e, nel cielo compare una stella cadente, come la shooting star, il disegno che gli ha portato fortuna. Jack, allora, si rende conto di essere innamorato da sempre di Mary.

## Produzione
Il film venne girato muto e in seguito sonorizzato con il sistema Kinegraphone (poi RCA Photophone) della General Electric, utilizzato per la colonna sonora e per gli effetti sonori.
Fu la seconda scenografia (anche se non accreditata) di Hans Dreier negli Stati Uniti. Lo scenografo, trasferitosi a Hollywood, arrivava dalla Germania, dove era molto conosciuto: nel 1924, il suo primo film USA era stato La zarina di Ernst Lubitsch.
Il film fu prodotto dalla Paramount Famous Lasky Corporation (A Lucien Hubbard Production) con un budget di due milioni di dollari.
La maggiore innovazione del film riguarda il posizionamento delle macchine da presa sulle ali degli aeroplani, stratagemma grazie al quale fu possibile ottenere delle inquadrature di grande effetto. Tuttavia durante le riprese, un pilota militare rimase ucciso in un incidente di volo.
Si tratta del primo film di guerra in cui viene mostrato l'uso del congegno esplosivo chiamato siluro Bangalore.
È il film che lanciò definitivamente Gary Cooper al suo trentesimo film compresi due cortometraggi e tre ruoli non accreditati.

## Distribuzione
Il film fu proiettato in anteprima a San Antonio nella primavera 1927 in una versione muta che, secondo Variety, era di quattordici rulli e che, in seguito, fu ridotta a 139 minuti, in due parti divise da un intervallo che fu posizionato dopo 65 minuti di proiezione del film. Il 12 agosto 1927, si tenne un'anteprima a New York che fu seguita qualche mese dopo da un'altra a Los Angeles (15 gennaio 1928), presentando sempre la versione muta.
Il copyright del film venne registrato solo il 5 gennaio 1929, dopo che alla pellicola vennero aggiunti gli effetti sonori e la colonna musicale per la sua distribuzione nazionale affidata alla Paramount Pictures.

### Date di uscita
- Stati Uniti: primavera 1927 (San Antonio, prima assoluta)
- Stati Uniti: 12 agosto 1927 (New York, première)
- Stati Uniti: 15 gennaio 1928 (Los Angeles, première)
- Giappone: 22 marzo 1928
- Portogallo: 13 dicembre 1928
- Stati Uniti: 5 gennaio 1929
- Svezia: 10 gennaio 1929
- Finlandia: 11 febbraio 1929
- Repubblica Ceca: 26 settembre 2003 (Prague Aviation Film Festival)
- Stati Uniti: 22 luglio 2007 (EAA AirVenture Convention)

### Titoli
- Wings (Stati Uniti, titolo originale)
- Asas (Brasile, Portogallo)
- Wings (Austria, Germania)
- Alas (Spagna)
- Flügel Aus Stahl (Germania, titolo DVD)
- Les Ailes (Belgio, titolo Francese)
- Siivet (Finlandia)
- Skrzydla (Polonia)
- Szárnyak (Ungheria)
- Vingarna (Svezia)

Copia della pellicola viene conservata a Parigi negli archivi della Cinémathèque Française. Un positivo a 16 mm si trova presso il Mary Pickford Institute for Film Education.

## Accoglienza

### Critica
(Amon Rapp in Pordenone 2010: Le Giornate del Cinema Muto)

## Riconoscimenti
È il primo film a vincere il Premio Oscar come miglior produzione e migliori effetti tecnici, nel 1997 è stato scelto per la conservazione nel National Film Registry della Biblioteca del Congresso degli Stati Uniti.
- 1929 - Premio Oscar
  - Miglior produzione alla Paramount Pictures
  - Migliori effetti tecnici a Roy Pomeroy
- 2003 - Avignon/New York Film Festival
  - Premio Speciale a Sasha Gordon
- 1998 - Newport Beach Film Festival
  - Riconoscimento Speciale a A.C. Lyles e William Wellman Jr.